# هارالد نيلسن
هارالد نيلسن (بالدنماركية: Harald Nielsen)‏ (23 فبراير 1902 – 14 مارس 1983) هو ملاكم دنماركي راحل، مثّل بلاده في الألعاب الأولمبية الصيفية 1924.

## روابط خارجية
هارالد نيلسن على موقع بوكس ريك (الإنجليزية) (registration required)
- هارالد نيلسن على موقع أوليمبيديا (الإنجليزية)